# موتاموره
موتاموره (به لاتین: Motamure) یک منطقهٔ مسکونی در سری‌لانکا است که در استان مرکزی (سری‌لانکا) واقع شده‌است.